# Navarredondilla
Navarredondilla es un municipio y localidad española de la provincia de Ávila, en la comunidad autónoma de Castilla y León. El término municipal tiene una población de 158 habitantes (INE 2024).

## Toponimia
"Nava" según la RAE es el “Terreno llano y sin árboles, a veces pantanoso, situado generalmente entre montañas.” Originalmente llamada NAVARREDONDA (hasta finales del siglo XVII). REDONDA O REDONDILLA, debido a la forma de su territorio municipal.

## Geografía

### Localización
El municipio de Navarredondilla se encuentra situado en la provincia de Ávila, España. 
Forma parte de la llamada Comarca del Alberche, la cual es un conjunto de municipios que se extiende por la cuenca hidrográfica del Río Alberche y que en ocasiones se han adherido funcionalmente entre sí en la Mancomunidad del Alberche para poder obtener servicios territoriales básicos.
Navarredondilla se sitúa entre las latitudes 40º 27'N y 40º 25'N; así como las longitudes 4º 47'W y 4º 52'W.
El municipio limita con las entidades de San Juan del Molinillo por su extremo oeste y norte, Navalacruz por el este, Burgohondo por el suroeste, Navatalgordo por el sur y, en un extremo este de mínimo contacto entre términos municipales, con Navaquesera.
En una aproximación a su emplazamiento físico (el cual será tratado en los siguientes apartados) es posible determinar que el municipio y el núcleo principal del mismo se sitúan en las elevaciones correspondientes a la sierra de la Paramera, formación montañosa integrada en el Sistema Central.

### Extensión
El municipio de Navarredondilla posee un tamaño medio respecto a los municipios de la provincia de Ávila, pero pequeño en comparación con los de su entorno más próximo. La superficie de Navarredondilla es de 22,711 hectáreas para su núcleo residencial y de 2017,578 hectáreas para su límite municipal.

## Historia
Poder conocer con exactitud la fecha de su fundación es tarea casi imposible, como sucede con la inmensa mayoría de ciudades y pueblos.
Un documento de indudable valor histórico (hacia el año 1120) es el que nos habla de Blasco Ximeno el Grande y Blasco Ximeno el Chico que fueron enviados por el Rey a fundar distintos pueblos, entre otros Nava Solana (hoy Pedro Bernardo) y las otras Navas. Dos siglos después hacia 1350 fue enviado Gil Blázquez por el rey Alfonso "el Onceno" "para que fundase e poblase las Navas de Avila" y "que les diese e repartiese heredamientos donde pudiesen labrar".
Navarredondilla perteneció eclesiásticamente a la Abadía de Burgohondo hasta el siglo XIX. Se conserva una Bula del Papa, fechada en 1178, que menciona el Monasterio de Santa María de Fundo (del Burgo), la cual se refiere a los Canónigos del Monasterio de Santa María del Burgo. Otros dos documentos del Papa fechados en 1240 y 1273 lo llaman Monasterio del "Burgo del Fondo" (Burgohondo). 
Que los visigodos habitaron estas tierras lo acreditan las tumbas "antropomórficas" excavadas en piedra, que se pueden contemplar al oeste y sur del término municipal, así como un trozo de la punta de un puñal y muchos restos de cerámica.

## Demografía
Navarredondilla cuenta con una población de 158 habitantes (INE 2024).
| Gráfica de evolución demográfica de Navarredondilla entre 1842 y 2021                                                 |
| |
| Población de derecho según los censos de población del INE. Población de hecho según los censos de población del INE. |

## Patrimonio

### Plaza mayor
En la plaza mayor se encuentra el ayuntamiento de la localidad así como la farmacia y el hogar del jubilado. 

### Las Eras
Las Eras, antiguo lugar de trabajo para la agricultura así como pasto para el ganado, es el campo situado entre la carretera nacional que cruza el pueblo y el pico del Zapatero (pico más alto de la sierra que rodea al municipio), donde se encuentra la antigua plaza de toros del municipio, la piscina de verano, el parque de columpios infantiles, la nave multi-eventos donde se desarrollan según la época del año diferentes comidas para la gente del pueblo y las pistas de fútbol y baloncesto. 

### La escuela
Aún en activo, en la parte superior de las Eras, junto al campo de fútbol municipal y la pista de Pádel de reciente construcción se encuentra la escuela o colegio municipal. Esta escuela debido a la poca cantidad de alumnos con que cuenta en la actualidad ha estado cerca de cerrar en los últimos años pero aún ha conseguido obtener el número mínimo para continuar abierta y seguir formando a los niños/as ya no solo de Navarredondilla sino de pueblos de la comarca. 

### Los Caños
Se encuentran al inicio de las Eras partiendo desde el pueblo, prácticamente pegados a la antigua plaza de toros. Son 2 caños que continuamente y salvo sequía en la zona proveen agua que viene directamente de la sierra. Esta agua es utilizada principalmente por la gente del pueblo para dar de beber al ganado, para lavado personal y limpieza de las casa, para regar las tierras e incluso para beber ellos mismos en muchos casos.

### La Ermita
La ermita se sitúa en el camino que parte del “Cerrillo” y se encuentra aproximadamente a 15 minutos andando del mismo. En la Ermita se celebra la romería de la virgen del Rosario en el mes de mayo. 

## Cultura

### Semana Santa
Con canciones de tiempo inmemorial, como El Arado, Los Mandamientos, La Baraja de Naipes, etc. Con letra relativa a los misterios de la pasión y muerte del Señor.
"El arado cantaré, de piezas le iré formando y de la Pasión de Cristo, misterios iré explicando...EI dental es el cimiento donde se forma el arado, pues sin tan buen Dios tenemos amparo de los cristianos..." - EL ARADO
En estas fechas también tienen lugar Los Bollos, la gente del pueblo sale al campo a comer y a pasar el día. Antiguamente se celebraba el lunes de Pascua, actualmente se hace el sábado. 

### Romería
En honor a la Virgen del Rosario, la Romería se celebra el último fin de semana de mayo en la ermita edificada en 1995. La Ermita está situada aproximadamente a 2 km del pueblo en dirección oeste, donde se contempla un paisaje del valle incomparable.  

### El Corpus
Fiesta del Señor, donde se adornan las calles del pueblo con flores de cantueso. Se hacen hermosos arcos con flores y ramas de retama así como altares florales bellamente engalanados. También se adornan ventanas y balcones con colchas y pañuelos.

### Santiago Apóstol
Titular de la parroquia, se celebra el 25 de julio. Son las llamadas "Fiestas de Verano" o "Fiestas Populares" en honor al patrón.

### Asunción de la Virgen
El 15 de agosto, día festivo Nacional donde además se celebra la Fiesta de la Tercera Edad.

### Virgen del Rosario
Festividad en honor a la Virgen del Rosario, patrona del pueblo. Se celebra el 7 de octubre y en el caso de coincidir dicha fecha entre semana se celebrará el primer fin de semana de octubre. 

### Fiesta de las mujeres
El domingo siguiente a la fiesta de la Virgen del Rosario, la víspera se canta la ronda a la Virgen y también en este día se da una comida campestre ofrecida por el Ayuntamiento para todos los que quieren asistir.